# Minuskel 9
Minuskel 9 (in der Nummerierung nach Gregory-Aland), ε 279 (Soden) ist eine griechische Minuskelhandschrift des Neuen Testaments auf 298 Pergamentblättern (23,5 cm × 17 cm). Mittels Paläographie wurde das Manuskript auf das 12. Jahrhundert datiert. Jedoch enthält es ein Kolophon, welches das Datum 1167 angibt. Es wurde in einer Spalte je Seite mit je 20 Zeilen geschrieben.

## Beschreibung
Der Kodex enthält den vollständigen Text der vier Evangelien, den Eusebischen Kanon und Synaxarium. Gemäß dem Kolophon wurde es geschrieben, als „Manuel Porphyrogennetus Regent von Konstantinopel war, der Amauri Jerusalems und Wilhelm II. (Sizilien)“.
Dieser Kodex wurde von Robert Estienne in seiner Editio Regia von 1550 verwendet, er referenziert ihn als ιβ'. Der Kodex befand sich in privater Hand und gehörte Peter Stella. Später wurde er Teil der Sammlung von Kuster (Kuster’s Paris 3).
Der Kodex befindet sich zurzeit in der Bibliothèque nationale de France (Gr. 83) in Paris.
Der griechische Text des Kodex repräsentiert den Byzantinischen Texttyp.